# Ricardt Madsen
Rasmus Kristian Ricardt Madsen (5. november 1905, Kværkeby – 7. august 1993, København) var en dansk bokser, der boksede fir IF Sparta Bokseklub. Han vandt tre gange det danske mesterskab i fjervægt i årene 1925-1927.
Richardt Madsen deltog ved Europamesterskaberne i amatørboksning i 1925 i Stockholm, hvor han vandt bronze. Han deltog endvidere i den olympiske bokseturnering ved OL i 1928 i Amsterdam, hvor han vandt sin første kamp over ireren George Kelly, men tabte i næste runde til franskmanden Georges Boireau.